# 奉国军节度使
奉国軍節度使，五代十国吴越国的节度使，治所在明州（今浙江省宁波市）。
宋太祖建隆元年（960年）六月，在明州设立奉国軍節度使，下辖明州。宋太宗太平兴国三年（978年），吴越国归降宋朝。北宋沿用奉国军节度使作为明州的军额。

## 历任节度使
- 钱弘亿（960年—967年）
- 钱惟治（967年—978年）